# Gerd Engel (Kapitän)
Gerd Engel (* 1934 im Harz) ist ein deutscher Lotse, Einhandsegler und Sachbuchautor.

## Leben
Engel besuchte das Gymnasium in Osterode am Harz. Nach der Schule begann er eine Ausbildung zum Matrosen auf einem Küstenmotorschiff in der Nord- und Ostseefahrt. Später wechselte er zur HAPAG und studierte in Hamburg an der Seefahrtsschule. Er erwarb das Kapitänspatent. Nach 16 Jahren auf großer Fahrt wurde er 1967 in die Lotsenbrüderschaft Elbe gewählt, in der er bis zu seiner Pensionierung 1997 als Elb- und Nordseelotse arbeitete.

## Seglerische Leistungen
Engel unternahm zahlreiche Segelreisen in schwierige Gewässer. Darunter:
Im Oktober 1999 startete er von Cuxhaven mit seinem selbstgebauten Katamaran Sposmoker II zu einer geplanten Nonstop-Weltumsegelung. Südlich des Äquators brach ein Want, und er musst an der brasilianischen Ostküste einen Reparaturstopp einlegen. Das reparierte Rigg hielt bis in den Südatlantik. Bei Tristan da Cunha brachen weitere Wanten, und Engel brach die Reise ab. Er trieb nordwärts, bis er südlich von St. Helena den Mast verlor. Mit einem Notrigg segelte er rund 2.000 sm bis nach Ascension, wo er einen provisorischen Ersatzmast bauen konnte. Mit diesem erreichte er nach einem weiteren Stop auf den Azoren schließlich im April 2000 wieder Cuxhaven. Die Reise beschrieb er in seinem Buch Tropendurst und Arktishunger (2000).

## Auszeichnungen
- 1992: Trans-Ocean-Preis und Trans-Ocean Medaille für einen 69-tägigen Einhand-Törn ins Packeis nördlich von Spitzbergen mit Sposmoker I
- 1993: Goldener Kompass der Segelkameradschaft „Das Wappen von Bremen“[1]
- 1998: Trans-Ocean-Preis für einen 12-monatigen Törn von Cuxhaven nach Ushuaia und retour sowie ins Packeis nördlich von Spitzbergen mit Sposmoker II
- 1998: Goldener Kompass der Segelkameradschaft Das Wappen von Bremen[1]
- 1998: Award of Merit des Ocean Cruising Club (OCC)
- 2003: Goldener Kompass der Segelkameradschaft Das Wappen von Bremen für seine Reise von den Kerguelen nach Hamburg[2][1]

## Schriften
- Tropendurst und Arktishunger. Mit dem Wind um die Welt, Berlin: Ullstein 2000, ISBN 978-3-548-24775-5.
- Törn ins ewige Eis. Mit Sposmoker II im Südatlantik, Berlin: Ullstein 1999, ISBN 978-3-548-24483-9.
- Im Eis des Nordens. Mit dem Katamaran nach Grönland und Spitzbergen, Frankfurt/Berlin: Ullstein 1994, ISBN 978-3-548-23507-3.
- Einmal Nordsee linksherum. Tausend Meilen Selbstgespräche, Frankfurt/Berlin: Ullstein 1990, ISBN 978-3-548-22286-8.